# Гипотеза дополнений
Гипотеза дополнений (англ. Supplementary Hypothesis) — в научной библеистике название альтернативной гипотезы происхождения Пятикнижия Моисея, чем документальная гипотеза и гипотеза фрагментов.

### Предыстория развития
Согласно документальной гипотезе XIX века Юлиуса Вельгаузена, принятой большинством библеистов в XX веке, считается, что Пятикнижие стало соединением четырёх письменных источников — Яхвист J, Элохист E, Священнический кодекс P (включает почти всю книгу Левит), и Девтерономист D (включает почти всю книгу Второзакония), что было сделано около V в. до н. э. редактором — R. Сами источники J и E датировались X—IX вв. до н. э. эпохи царя Соломона, а источник D VIII—VII вв. до н. э. периода иудейских царей Езекии и Манассии. Источник P относили к V в. до н. э. времени книжника Ездры. Кроме того, Пятикнижие связывали с книгой Иисуса Навина, образуя для библеистов некое «Шестикнижие». Позднее книги, от Второзакония до 4-й книги Царств (кроме книги Руфь), стали выделять в цикл «Девтерономическая история» — DrtH. Тем не менее уже в XIX веке предлагались и другие теории формирования Пятикнижия, такие как гипотеза фрагментов и гипотеза дополнений.
Согласно первоначальной гипотезе дополнений, у Пятикнижия был один протоисточник, который в течение длительного времени дополнялся более или менее фрагментарными материалами. Де Ветте и Г. Г. Эвальд считали таким протоисточником Элохист. Однако после выхода в 1970-х годах ряда критических работ Джона Ван Сетерса, Рольфа Рендторфа и Ганса Генриха Шмида, датировки источников документальной гипотезы были пересмотрены, а некоторые определены как фрагментарные, что привело к её кризису, и возрождению интереса к гипотезе дополнений в обновленном виде.

### Описание новой гипотезы дополнений

Новая гипотеза дополнений считает самым ранним и независимым источником Пятикнижия только источник D книги Второзакония, датируя его VII  веком до н. э.. Второзаконие в библейском тексте связывают с "книгой закона" в 4 Царств 8 и др., якобы найденной как забытый артефакт священником Хелкией, при реконструкции иерусалимского храма, проводимой во время реформ иудейского царя Иосии. Далее Второзаконие продолжили книги от Иисуса Навина до 4–й книги Царств (что выдвинул еще М. Нот, однако он считал их работой одного автора). В начале вавилонского пленения в VI веке до н. э., прологом к книгам Девтерономической истории (DrtH) добавляется дополнительный материал о сотворении мира и патриархах из источника J (считая J и E одним источником J или JE), а после плена в V веке до н. э. Священнический кодекс P, после чего корпус из пяти книг был выделен от других. Источники J и P не считаются независимыми, т. к. только дополняют и расширяют источник D. Таким образом, согласно новой гипотезе дополнений, которая к XXI веку становится более преобладающей в библеистике, чем документальная гипотеза — начальным и основным для Пятикнижия был источник D книги Второзаконие.
Как и в документальной гипотезе не исключается, что текстам предшествовали устные предания. При этом предполагается, что традиции Второзакония о Моисее и Исходе из Египта, происходили из кругов левитского священства Северного царства Израиля, которые после его завоевания не были полностью переселены с большинством населения в Ассирию в VIII в. до н. э., как традиционно считалось ранее, а частью вместе с другими коленами, бежали на юг в Иудею, и левитов возможно единственным племенем, участвовавшем в каком-то более или менее историческом исходе из Египта. Традиции же о патриархах из JE, как и дополнения P, вероятней происходили из Иудеи, из среды иерусалимского священства, стремившихся централизовать храмовый культ в Иерусалиме (Р. Фридман, сторонник докум. гипотезы). В целом такие построения иногда могут называть — гипотезой двойного происхождения, поскольку в исследованиях к XXI веку считается, что древние евреи изначально произошли от двух близких, но отдельных племенных союзов, ставших единым народом в Иудее только к VII веку до н.э. (Р. Г. Кратц, сторонник гипотезы фрагментов). Существование же единого и централизованного царства Израиля эпохи Давида и Соломона, по мнению ряда ученых не подтверждается небиблейскими свидетельствами и археологией (З. Херцог, И. Финкельштейн, Н. А. Зильберман), что учитывается и в современных исследованиях происхождения Пятикнижия.

### Основные аргументы
Характерное название свода иудейских законов в виде книги, в девтерономической традиции — "сефе́р тора́" (книга учения, закона) или "сефе́р" (книга), чем в других книгах Пятикнижия, включая Исход:
"И сказал Хелкия первосвященник Шафану писцу: книгу закона я нашел в доме Господнем. И подал Хелкия книгу Шафану, и он читал ее. И пришел Шафан писец к царю, и принес царю ответ, и сказал: взяли рабы твои серебро, найденное в доме, и передали его в руки производителям работ, приставленным к дому Господню. И донес Шафан писец царю, говоря: книгу дал мне Хелкия священник. И читал ее Шафан пред царем. Когда услышал царь слова книги закона, то разодрал одежды свои." 4 Царств 22:8—11
Во фрагментах, относящихся в документальной гипотезе к источнику E нет полных повествований, а чередование имен Яхве/Элохим, и противоречия в описаниях (дни потопа, число пар животных в ковчеге и т. п.), не убедительно для разделения на парные независимые повествования в J и E, т. к. подобная непоследовательность допускалась в ближневосточных текстах (Дж. Ван Сетерс, П. Фольц, В. Рудольф). Дж. Ван Сетерс полагает материалы книги Бытие сборником преданий и религиозных практик народов Месопотамии и Средиземноморья из дополнения J (истории о потопе и вавилонской башне, описание генеалогии потомков Адама, похожей на списки месопотамских царей и др.). Сам материал из J/JE не может быть датирован X—IX вв. до н. э. как ранее, т. к. описывает быт, право и язык на несколько столетий позднее.

### Критика
Несмотря на признание библеистами важнейшего вклада в исследования, основная критика направлена на т. зр. Дж. Ван Сетерса, отрицавшего какую бы то ни было историчность устных традиций, которые могли использоваться в Пятикнижии. Кроме того сторонники гипотезы фрагментов считают источник J таким же фрагментарным как и E, материалы которых по их мнению объединялись редакторами с источниками D и P.